# Literaturjahr 2003
Liste der Literaturjahre

◄◄ | ◄ | 1999 | 2000 | 2001 | 2002 | Literaturjahr 2003 | 2004 | 2005 | 2006 | 2007 | ► | ►►

Weitere Ereignisse

## Ereignisse
- 21. Januar: Der erste Band der Buchreihe Warrior Cats erscheint auf Englisch.
- 13. April: Die Nationalbibliothek von Bagdad wird durch Brandstiftung in der Zeit des Dritten Golfkriegs zerstört. Unersetzliche Dokumente gehen verloren.
- 21. Juni: Der fünfte Harry-Potter-Roman erscheint auf Englisch. Die deutsche Übersetzung Harry Potter und der Orden des Phönix wird am 8. November 2003 ausgeliefert.
- 9. September: Barnes & Noble, der größte amerikanische Buchhändler, kündigt an, dass er keine herunterladbaren E-Bücher mehr verkaufen wird

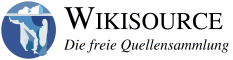

- 24. November: Das Projekt Wikisource startet unter der temporären Domain sources.wikipedia.org als ein freies Online-Projekt zur Sammlung und Edition von Texten, die entweder urheberrechtsfrei (gemeinfrei) sind oder unter einer freien Lizenz stehen. Wie das Schwesterprojekt Wikipedia wird Wikisource von der Wikimedia Foundation betrieben und nutzt als Software MediaWiki. Das Projekt erhielt wenig später nach seiner Einrichtung den eigenen Domain-Namen wikisource.org.

## Literaturpreise
- Nobelpreis für Literatur: J. M. Coetzee

- Deutscher Science-Fiction-Preis

- Oliver Henkel, Kaisertag

- Hugo Award

- Robert J. Sawyer, Hominids, Die Neanderthal-Parallaxe, Kategorie: Bester Roman
- Neil Gaiman, Coraline, Coraline – Gefangen hinter dem Spiegel, Kategorie: Bester Kurzroman
- Michael Swanwick, Slow Life, Kategorie: Beste Erzählung
- Geoffrey A. Landis, Falling Onto Mars, Kategorie: Beste Kurzgeschichte

- Kurd-Laßwitz-Preis

- Michael Marrak, Imagon, Kategorie: Bester Roman
- Erik Simon, Spiel beendet, sagte der Sumpf, Kategorie: Beste Kurzgeschichte/Erzählung
- China Miéville, Die Falter / Der Weber, Kategorie: Bestes ausländisches Werk
- Eva Bauche-Eppers, Kategorie: Bester Übersetzer
- Hans-Peter Neumann für Die große illustrierte Bibliographie der Science Fiction in der DDR, Sonderpreis

- Locus Award

- Kim Stanley Robinson, The Years of Rice and Salt, Kategorie: Bester SF-Roman
- China Miéville, The Scar, 2-teilig: Die Narbe und Leviathan, Kategorie: Bester Fantasy-Roman
- Neil Gaiman, Coraline, Coraline – Gefangen hinter dem Spiegel, Kategorie: Bester Jugendroman
- Alexander C. Irvine, A Scattering of Jades, Kategorie: Bester Erstlingsroman
- China Miéville, The Tain, Spiegelhaut, Kategorie: Bester Kurzroman
- Ursula K. Le Guin, The Wild Girls, Kategorie: Beste Erzählung
- Neil Gaiman, October in the Chair, Kategorie: Beste Kurzgeschichte
- Ted Chiang, Stories of Your Life and Others, Kategorie: Beste Sammlung
- Gardner Dozois, The Year's Best Science Fiction: Nineteenth Annual Collection, Kategorie: Beste Anthologie

- Nebula Award

- Elizabeth Moon, The Speed of Dark, Die Geschwindigkeit des Dunkels, Kategorie: Bester Roman
- Neil Gaiman, Coraline, Coraline – Gefangen hinter dem Spiegel, Kategorie: Bester Kurzroman
- Jeffrey Ford, The Empire of Ice Cream, Kategorie: Beste Erzählung
- Karen Joy Fowler, What I Didn't See, Kategorie: Beste Kurzgeschichte
- Fran Walsh & Philippa Boyens & Stephen Sinclair & Peter Jackson, The Lord of the Rings: The Two Towers, Der Herr der Ringe: Die zwei Türme, Kategorie: Bestes Drehbuch

- Philip K. Dick Award

- Richard Morgan, Altered Carbon, Das Unsterblichkeitsprogramm

- Alex-Wedding-Preis: F. K. Waechter
- Booker Prize: DBC Pierre
- Cordwainer Smith Rediscovery Award: Edgar Pangborn
- Danuta Gleed Literary Award: Lee Henderson, The Broken Record Technique
- Erich-Fried-Preis: Robert Schindel: Robert Menasse
- Ethel Wilson Fiction Prize: Carol Shields, Unless
- Friedenspreis des Deutschen Buchhandels: Susan Sontag, US-amerikanische Autorin
- Georg-Büchner-Preis: Alexander Kluge (1932)
- Giller Prize: M.G. Vassanji: The In-Between World of Vikram Lall
- Hubert Burda Preis für junge Lyrik Osteuropas: Constantin Virgil Bănescu, Kateřina Rudčenková und István Vörös
- Ingeborg-Bachmann-Preis: Inka Parei
- Johann-Gottfried-Seume-Literaturpreis: Wolfgang Büscher, Berlin – Moskau. Eine Reise zu Fuß
- Matt-Cohen-Preis: Audrey Thomas
- National Book Award: Polly Horvath, The Canning Season
- Newbery Medal für Kinderliteratur: Avi, Crispin: The Cross of Lead
- Oldenburger Kinder- und Jugendbuchpreis: Jens Thiele und Mirijam Günter
- Österreichischer Staatspreis für Europäische Literatur: Cees Nooteboom
- Prix Goncourt: Jacques-Pierre Amette Paul Clément, La Maîtresse de Brecht
- Pulitzer-Preis, Sparte Non Fiction: Samantha Power, A Problem From Hell: America and the Age of Genocide
- Whitbread Book of the Year Award: Mark Haddon für The Curious Incident of the Dog in the Night-Time: A Novel (deutsch Supergute Tage oder Die sonderbare Welt des Christopher Boone)

## Neuerscheinungen
Belletristik
- Die 27ste Stadt – Jonathan Franzen
- Alles ist erleuchtet – Jonathan Safran Foer
- Am Beispiel meines Bruders – Uwe Timm
- Der Consul – Christian v. Ditfurth
- Cosmopolis – Don DeLillo
- Crossroads of Twilight – Robert Jordan
- Drachenläufer – Khaled Hosseini
- Drop City – T. C. Boyle
- Durst – Michael Kumpfmüller
- Elf Minuten – Paulo Coelho
- Esra – Maxim Biller
- Eulenmond – Hilde Kähler-Timm
- Das ewige Leben – Wolf Haas
- Exponentialdrift – Andreas Eschbach
- Die Frau des Zeitreisenden – Audrey Niffenegger
- Eine Frau, eine Wohnung, ein Roman – Wilhelm Genazino
- Die Fremde – Sándor Márai
- Fundbüro – Siegfried Lenz
- Gefährliches Quiz – Marco Sonnleitner
- Gertrud – Einar Schleef
- Großvater und die Wölfe – Per Olov Enquist
- Harry Potter und der Orden des Phönix – Joanne K. Rowling
- Das Herz des Königs – Viola Alvarez
- Hüterin des Drachen – Carole Wilkinson
- Ich und Kaminski – Daniel Kehlmann
- Illuminati – Dan Brown
- Kein Engel so rein – Michael Connelly
- Kingdom of Fear – Hunter S. Thompson
- Die Kleine Bijou – Patrick Modiano
- Kleine freie Männer – Terry Pratchett
- Der kleine Freund – Donna Tartt
- Königin des Südens – Arturo Pérez-Reverte
- Lagerfeuer – Julia Franck
- Lehrerzimmer – Markus Orths
- Leinwand – Feridun Zaimoglu
- Der Letzte seiner Art – Andreas Eschbach
- Liebeserklärung – Michael Lentz
- Die Liebe währt drei Jahre – Frédéric Beigbeder
- Meere – Alban Nikolai Herbst
- Der Meister – Tess Gerritsen
- Meteor – Dan Brown
- Molly Moon – Georgia Byng
- Monsieur Ibrahim und die Blumen des Koran – Éric-Emmanuel Schmitt
- Nach dem Beben – Haruki Murakami
- Nacht des Orakels – Paul Auster
- Das Orangenmädchen – Jostein Gaarder
- Oryx und Crake – Margaret Atwood
- Privatsache – Horst Ehmke
- Der Rächer – Frederick Forsyth
- Revolutionen – Jean-Marie Gustave Le Clézio
- Rumo & Die Wunder im Dunkeln – Walter Moers
- Sakrileg – Dan Brown
- Der Schatten des Windes – Carlos Ruiz Zafón
- Schnee in den Ardennen – Jürgen Becker
- Shutter Island – Dennis Lehane
- Die Siedler von Catan – Rebecca Gablé
- Stromaufwärts – Margaret Elphinstone
- Supergute Tage oder Die sonderbare Welt des Christopher Boone – Mark Haddon
- Ein Tag wie ein Leben – Nicholas Sparks
- Der Tanz des Kriegers – Michael Blake
- Todsünde – Tess Gerritsen
- Die Unvollendeten – Reinhard Jirgl
- Der Wächter – Dean Koontz
- Was ich liebte – Siri Hustvedt
- Die Wiederkehr – Wolfgang Hohlbein
- Wolfsmond – Stephen King
- Der zerbrochene Himmel – Andrea Camilleri

Drama
- Casino Leger – Günter Senkel und Feridun Zaimoglu
- Ja. Tu es. Jetzt. – Günter Senkel und Feridun Zaimoglu
- Die sexuellen Neurosen unserer Eltern – Lukas Bärfuss
- Verbrennungen – Wajdi Mouawad

Sachliteratur
- Buch der Erinnerung – Bearbeitet von Wolfgang Scheffler und Diana Schulle
- Die Megabit-Bombe – Stanisław Lem (Essays)
- Responsibility and Judgment – Hannah Arendt (postum)
- A Short History of Nearly Everything – Bill Bryson
- Zeugen der Zerstörung – Volker Hage

Bilderbuch
- Mumin, wie wird’s weiter gehen? – Tove Jansson

Reisebericht
- Berlin–Moskau. Eine Reise zu Fuß – Wolfgang Büscher

## Gestorben
- 16. Februar: Aleksandar Tišma, serbischer Schriftsteller (* 1924)
- 12. März: Howard Fast, US-amerikanischer Schriftsteller (* 1914)
- 20. April: Maurice Gleize, französischer Widerstandskämpfer und Dichter (* 1907)
- 23. April: Herbert Riehl-Heyse, deutscher Journalist und Autor (* 1940)
- 20. Mai: Walter Höllerer, deutscher Germanistikprofessor und prägender Literat der frühen Bundesrepublik (* 1922)
- 25. Mai: Sloan Wilson, US-amerikanischer Schriftsteller (* 1920)
- 21. Juni: Leon Uris, US-amerikanischer Schriftsteller (* 1924)
- 22. Juni: Wassil Bykau, sowjetisch-belarussischer Schriftsteller (* 1924)
- 04. Juli: Armin Mohler, schweizerischer Schriftsteller und Journalist (* 1920)
- 16. Juli: Carol Shields, kanadische Schriftstellerin und Dichterin (* 1935)
- 24. Juli: Heinz Knobloch, deutscher Schriftsteller (* 1926)
- 05. August: Carlo Còccioli, italienischer Schriftsteller (* 1920)
- 15. August: Gerhard Mauz, deutscher Journalist (* 1925)
- 28. August: Peter Hacks, deutscher Schriftsteller und Dramatiker (* 1928)
- 29. August: Holger Fliessbach, deutscher Übersetzer (* 1943)
- 01. September: Rainer Malkowski, deutscher Lyriker (* 1939)
- 21. September: Robert H. Lochner, US-amerikanischer Übersetzer (* 1918)
- 25. September: Josef Guggenmos, deutscher Kinderbuchautor (* 1922)
- 25. September: George Plimpton, US-amerikanischer Schriftsteller (* 1927)
- 07. Oktober: Eleanor Lambert, US-amerikanische Modejournalistin (* 1903)
- 18. Oktober: Sverri Djurhuus, färöischer Schriftsteller (* 1920)
- 18. Oktober: Manuel Vázquez Montalbán, spanischer Schriftsteller (* 1939)
- 02. November: Marianne Wintersteiner, deutsche Schriftstellerin (* 1920)
- 04. November: Charles Causley, britischer Dichter und Kinder- und Jugendbuchautor (* 1917)
- 11. November: Miquel Martí i Pol, katalanischer Lyriker (* 1929)
- 15. November: Mohamed Choukri, marokkanischer Schriftsteller (* 1935)
- 10. Dezember: Günter Seuren, deutscher Schriftsteller (* 1932)
- 22. Dezember: Doris Shadbolt, kanadische Kunsthistorikerin und Schriftstellerin (* 1918)